# 오르산미켈레

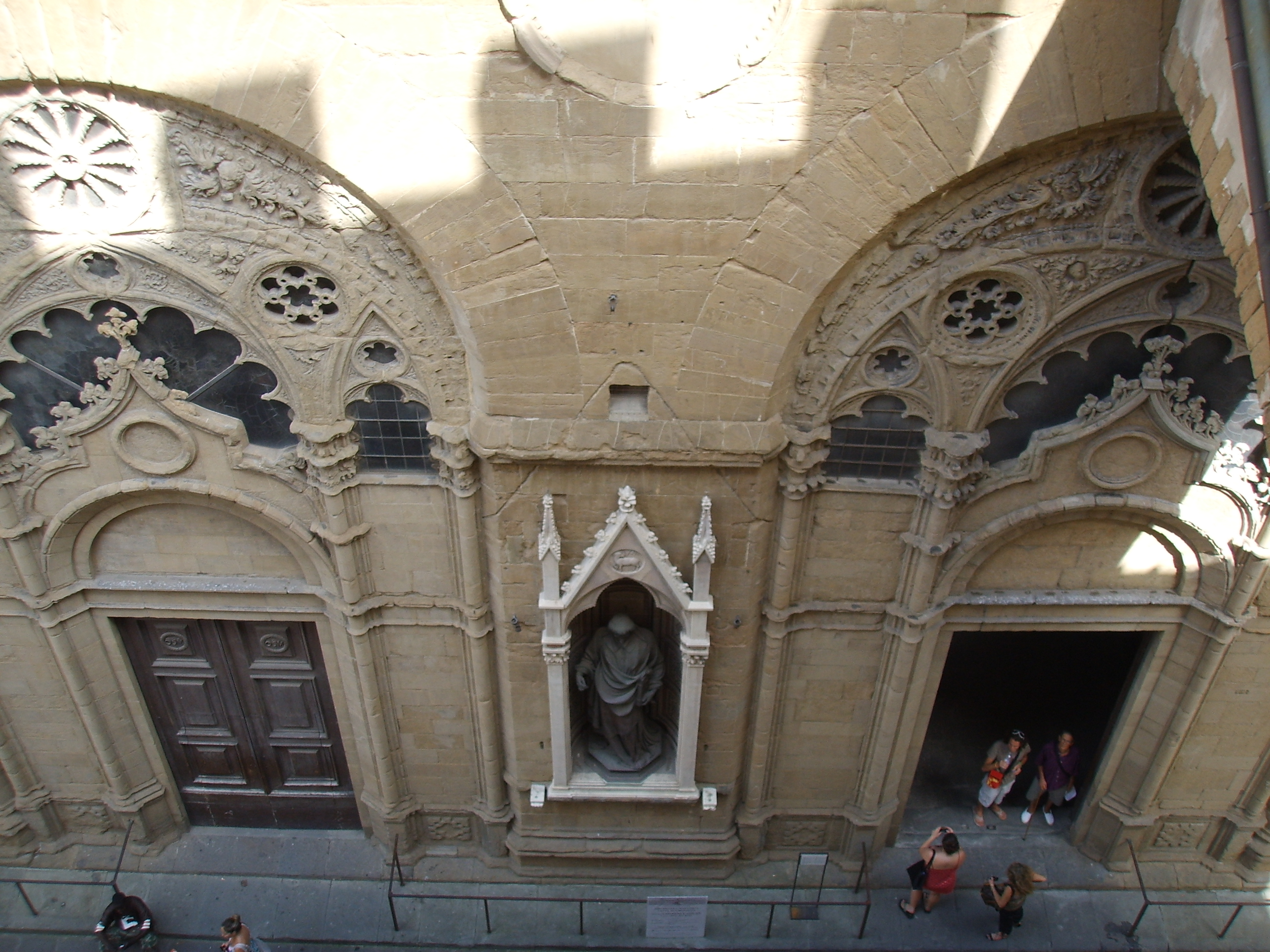
오르산 미켈레의 입구

오르산미켈레(Orsanmichele) (혹은 '성(대천사) 미켈레(미카엘)의 텃밭', 이탈리아어 단어 orto의 토스카나 방언의 축약에서 유래)는 이탈리아 도시 피렌체의 성당이다. 이 성당은 본래 산 미켈레 수도원의 텃밭이 있던 자리에 세워졌다.
피렌체의 비아 칼차이우올리(Via Calzaiuoli)에 위치하고 있으며, 1337년 건축가 프란체스코 탈렌티와 네리 디 피오라반테, 벤치 디 치오네에 의해 곡물 시장으로 처음 건설되었다가 1380과 1404년 사이 피렌체의 강력한 상공업 길드들의 성당으로 개조되었다. 정사각형 건물의 1층 내부는 기존의 곡물 시장의 로자(loggia)를 형성하던 13세기의 아치들이 있는데, 2층은 사무소로 운영되었으며 3층은 기근과 전쟁의 상황을 대비하기 위한 피렌체 시영(市營) 곡물 창고였다. 14세기 후반 상공업 길드들은 도시정부로부터 각 길드의 수호성인의 조상(彫象)을 제작해 성당의 파사드를 장식할 것을 의뢰받았는데, 현재 볼 수 있는 조상들은 복제본으로서 원본들은 박물관으로 옮겨진 상태이다.

## 내부공간

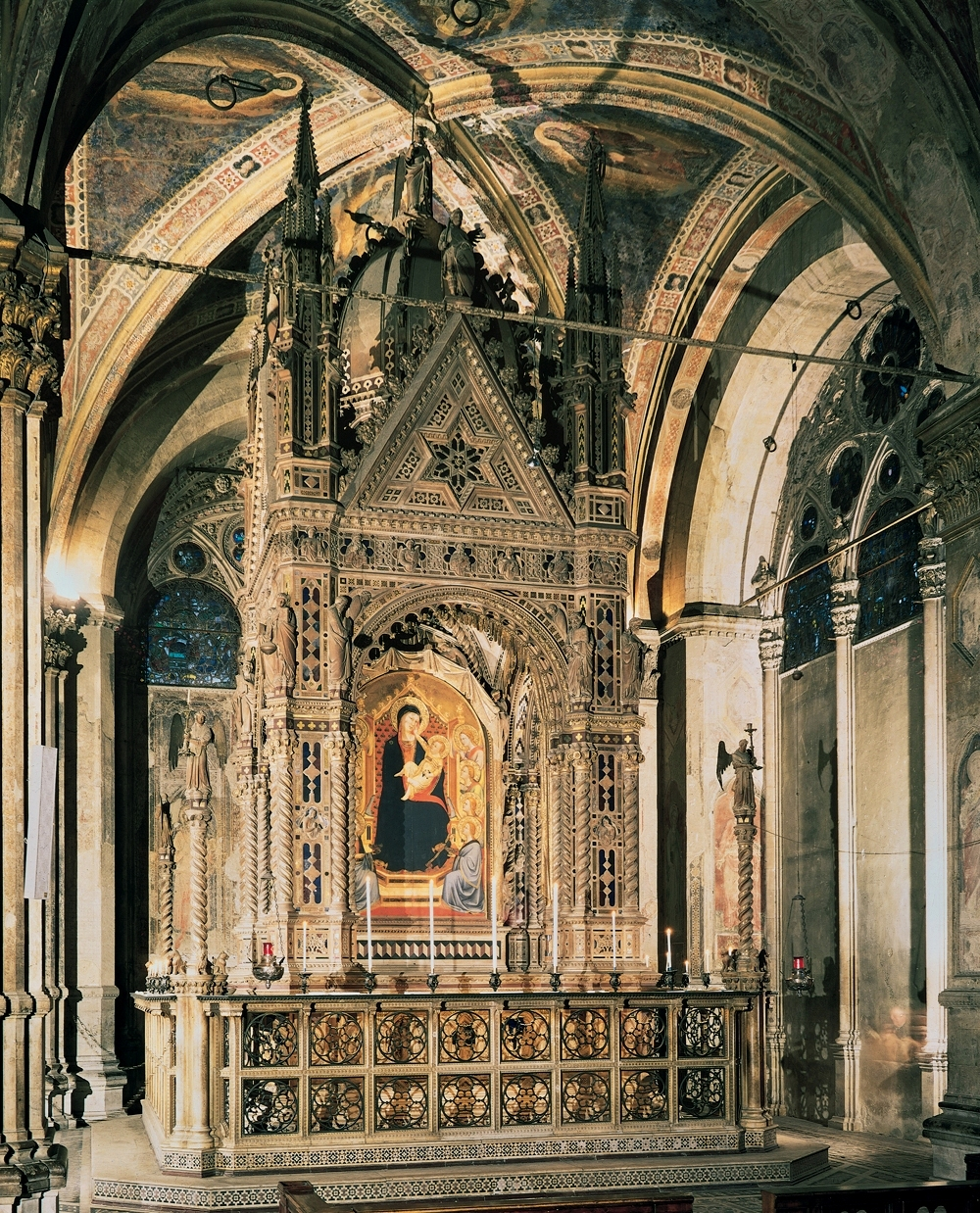
안드레아 오르카냐가 제작한 감실:베르나르도 다디의 그림을 보호하고 있다.

교회 내부는 보다 먼저 제작된 베르나르도 다디(Bernardo Daddi)의 성화 '성모자'(복원작업을 거침) 그림을 감싸고 있는 안드레아 오르카냐(Andrea Orcagna)의 고딕식의 감실(1355-59)로 장식되어있다.

## 외부공간
오르산 미켈레의 파사드는 건축적으로 기획된 열 네 개의 외부 벽감들을 지니고 있는데 1399년부터 1430년경까지 조각상들로 채워졌으며, 가장 부유했던 세 길드는 벽감에 들어갈 자신들의 수호성인 조각상을 석제보다 대략 열 배가량 고가인 청동제로 의뢰하기도 했다.
| 벽감 | 조각상                                                                | 조각가                    | 의뢰 길드                                                              | 년도    | 기타 정보                                  |
| ---- | --------------------------------------------------------------------- | ------------------------- | ---------------------------------------------------------------------- | ------- | ------------------------------------------ |
|      | 성모자                                                                | 시모네 디 페루치          | Medici e Speziali (의사와 약사)                                        | 1399    |                                            |
|      | Quattro Santi Coronati (왕관을 쓴 네명의 순교자들 혹은 네명의 성자들) | 난니 디 방코              | Maestri di Pietra e Legname (목수와 석공) 숙련 석공 조합원(freemason)? | 1408    | [ 8 ] [ 9 ]                                |
|      | 성 마크(마가)                                                         | 도나텔로                  | Arte dei Linaiuoli e Rigattieri (포목업자와 상인)                      | 1411    | [ 10 ] [ 11 ]                              |
|      | St. Philip (성 필립)                                                  | 난니 디 방코              | Arte dei Calzaiuoli (신발공)                                           | 1412-14 | [ 12 ] [ 13 ]                              |
|      | 의심하는 성 토마                                                      | 안드레아 델 베로키오      | Tribunale di Mercanzia (무역상)                                        | 1467-83 | 도나텔로의 '툴루즈의 성 루이'를 대체(1413) |
|      | St. Eligius(성 엘리지오)                                              | 난니 디 방코              | Arte dei Maniscalchi (편자공)                                          | 1411-15 |                                            |
|      | St. James(성 제임스)                                                  | 니콜로 디 피에로 람베르티 | Arte dei Pellicciai (모피상)                                           | 1415    | 불명확한 조각가와 제작년도                 |
|      | St. Peter(성 피터 또는 베드로)                                        | Ciuffagni                 | Arte dei Beccai (정육업자)                                             | 1415    |                                            |
|      | 세례자 성 요한                                                        | 로렌초 기베르티           | Arte di Calimala (모직상)                                              | 1414-16 | [ 18 ]                                     |
|      | St. George                                                            | 도나텔로                  | Arte dei Corazzai (갑옷장인)                                           | 1416    | [ 19 ] [ 20 ]                              |
|      | St. Matthew(성 마태)                                                  | 로렌초 기베르티           | Arte del Cambio (은행가)                                               | 1419-20 | [ 21 ] [ 22 ]                              |
|      | St. Stephen(성 스데반 또는 스데파노)                                  | 로렌초 기베르티           | Arte della Lana (모직업자)                                             | 1428    | [ 23 ]                                     |
|      | St. John the Evangelist(복음서저자 사도 요한)                         | 바치오 다 몬텔루포        | Arte della Seta (비단 상인)                                            | 1514    |                                            |
|      | St. Luke(성 루크 또는 성 누가)                                        | 잠볼로냐                  | Giudici e Notai (행정가와 공증인)                                      | 1601    | [ 24 ]                                     |

## 현대의 평가

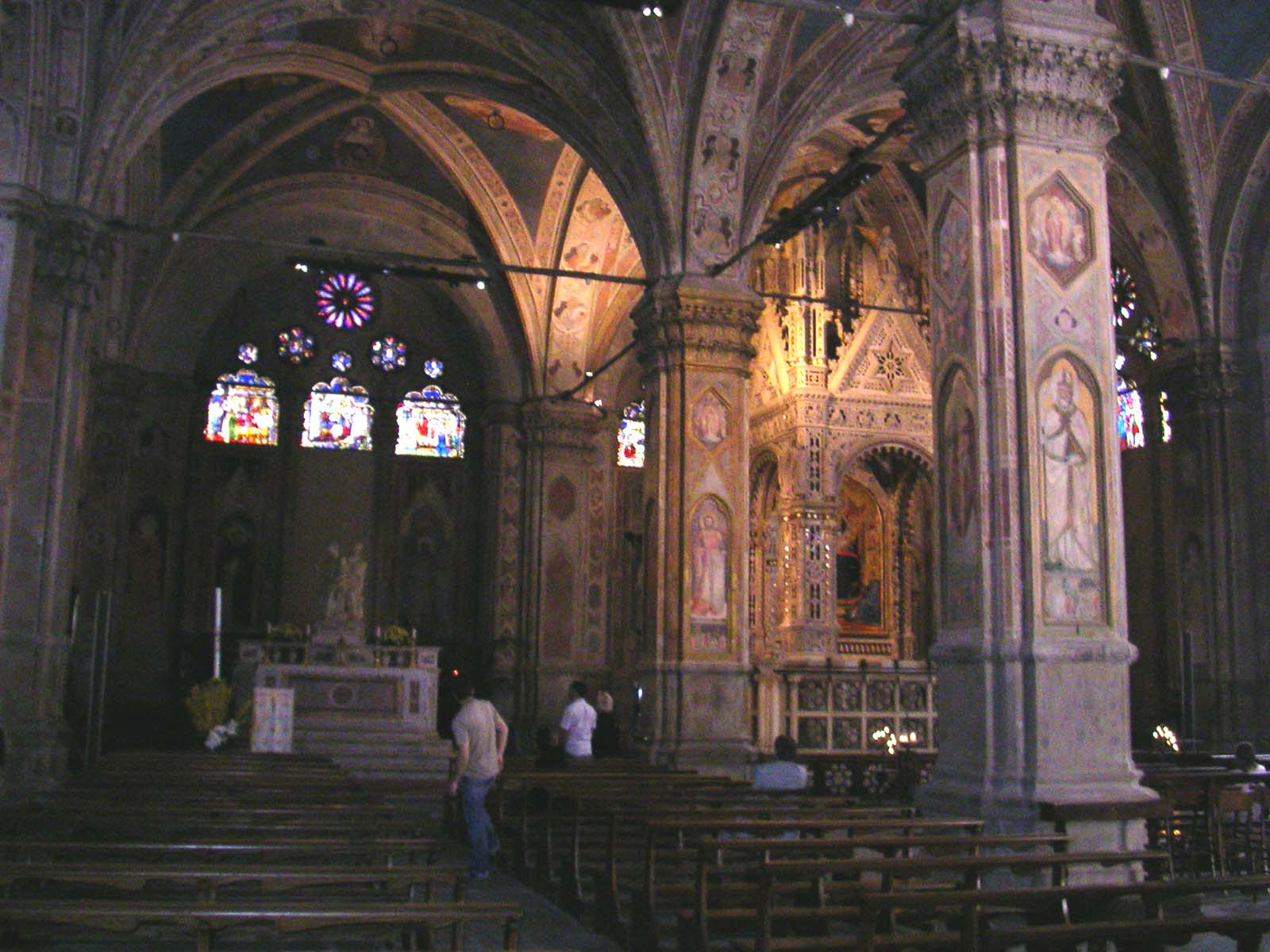
오르산 미켈레의 내부

오르산 미켈레의 조상들은 강렬한 봉헌 의욕과 피렌체 무역의 자존심이 담긴 유물이며, 훌륭한 예술품이 종종 경쟁적인 분위기에서 출현한다는 것을 상기시키는 기념물과도 같다. 피렌체 중심부 거리에서의 공공전시를 의식하며 각 길드들은 경쟁 길드를 능가하기 위해 독창적이고 혁신적인 조각을 의뢰하기를 원했다. 또한 고용된 유명 조각가들과 투입된 재료들(특히 값비싼 청동)은 당시 이 장소에 얼마만큼 큰 중요성이 부여되었는지를 보여주는 지표이다.
오늘날, 모든 원본 조상들은 부식과 같은 물리적 손상이나 반달리즘의 위험으로부터 보호하기 위해 현대의 복제품들로 대체되어 옮겨졌는데, 대부분 오르산미켈레 박물관에(비록 박물관이 2007년부로 무기한 폐관 상태 있기는 하지만) 소장되어 상층에 놓여있다.
이와 별도로 도나텔로가 제작한 두 점의 조각상 원본들은 각각 다른 피렌체 박물관, 즉 '성 조지(게오르기우스)'는 그것이 놓여져 있던 벽감과 함께 바르젤로 국립미술관에, '툴루즈의 성 루이'는 산타크로체 바실리카 박물관에 소장되어 있다.